# 森桃江
森 桃江（もり ももえ、1949年10月29日 - ）は、日本の元女優。

## 出演作品

### テレビドラマ
- おれは男だ! 第9話「女なんか怖くない!」（1971年、NTV）
- 人形佐七捕物帳 第4話「花嫁草紙」（1971年、NET） - 女中
- 刑事くん 第1部（1971年 - 1972年、TBS） - 姫野千代
- 忍法かげろう斬り 第13話「鷹・危機一髪!」（1972年、CX）
- 仮面ライダーV3 第20話「デストロン四国占領作戦」、第21話「生きていたダブルライダー」（1973年、MBS） - 健一の姉
- イナズマン 第8話「恐怖砂あらし! 大空港沈没!!」（1973年、NET） - 銀子

### 映画
- 仮面ライダーV3対デストロン怪人（1973年、東映） - 沖田ひろ子